# Patrimoni dell'umanità del Giappone
I patrimoni dell'umanità del Giappone sono i siti dichiarati dall'UNESCO come patrimonio dell'umanità in Giappone, che è divenuto parte contraente della Convenzione sul patrimonio dell'umanità il 30 giugno 1992.
Al 2024 i siti iscritti nella Lista dei patrimoni dell'umanità sono ventisei, mentre quattro sono le candidature per nuove iscrizioni. I primi quattro siti iscritti nella lista sono stati nel 1993 i monumenti buddisti nell'area di Hōryū-ji, il Castello di Himeji, il Shirakami-Sanchi e Yakushima, durante la diciassettesima sessione del comitato del patrimonio mondiale. Gli altri siti furono aggiunti nel 1994, 1995, 1996 (due), 1998, 1999, 2000, 2004, 2005, 2007, 2011 (due), 2013, 2014, 2015, 2016, 2017, 2018, 2019, 2021 (due) e 2024. Ventuno siti sono considerati culturali, secondo i criteri di selezione, e cinque naturali; uno è parte di un sito transnazionale.

## Siti del Patrimonio mondiale
| Foto | Sito | Luogo | Tipo                              | Anno | Descrizione |
| ---- | --- | --- | --------------------------------- | ---- | --- |
|      | Monumenti buddisti nell'area di Hōryū-ji                                                                    | Ikaruga | Culturale (660; i, ii, iv, vi)    | 1993 | Ci sono circa 48 monumenti buddisti nelle aree dei templi di Hōryū-ji e del più piccolo Hokki-ji, nella prefettura di Nara. Molti risalgono alla fine del VII o all'inizio dell'VIII secolo, il che li rende alcuni dei più antichi edifici in legno sopravvissuti al mondo. Questi capolavori dell'architettura in legno sono importanti non solo per la storia dell'arte, poiché illustrano l'adattamento dell'architettura e dello stile buddista cinese alla cultura giapponese, ma anche per la storia della religione, poiché la loro costruzione ha coinciso con l'introduzione del buddismo in Giappone dalla Cina passando per la penisola coreana. |
|      | Castello di Himeji                                                                                          | Himeji | Culturale (661; i, iv)            | 1993 | Himeji-jo è il miglior esempio sopravvissuto dell'architettura del castello giapponese dell'inizio del XVII secolo, comprendente 83 edifici con sistemi di difesa altamente sviluppati e ingegnosi dispositivi di protezione risalenti all'inizio del periodo Shogun. È un capolavoro di costruzione in legno, che unisce la funzione al pregio estetico, sia nel suo aspetto elegante unificato dalle pareti in terra battuta bianca intonacata, sia nella sottigliezza dei rapporti tra le masse edilizie e i molteplici strati del tetto. |
|      | Yakushima                                                                                                   | Yakushima | Naturale (662; vii, ix)           | 1993 | Situata all'interno dell'isola di Yaku, nel punto di incontro delle regioni biotiche paleartiche e orientali, Yakushima presenta una ricca flora, con circa 1 900 specie e sottospecie, tra cui antichi esemplari di sugi (cedro giapponese). Contiene anche un residuo di un'antica foresta temperata calda che è unica in questa regione. |
|      | Shirakami-Sanchi                                                                                            | Ajigasawa, Fujisato, Fukaura, Nishimeya                                                                                    | Naturale (663; ix)                | 1993 | Situato nelle montagne dell'Honshū settentrionale, questo sito senza tracce comprende gli ultimi resti vergini della foresta temperata e fresca dei faggi di Siebold che un tempo copriva le colline e i pendii montuosi del Giappone settentrionale. L'orso nero, il serao e 87 specie di uccelli si trovano in questa foresta. |
|      | Monumenti storici dell'antica Kyoto (città di Kyoto, Uji ed Ōtsu)                                           | Kyoto, Ōtsu, Uji | Culturale (688; ii, iv)           | 1994 | Costruita nel 794 d.C. sul modello delle capitali dell'antica Cina, Kyoto è stata la capitale imperiale del Giappone dalla sua fondazione fino alla metà del XIX secolo. Come centro della cultura giapponese da oltre 1000 anni, Kyoto illustra lo sviluppo dell'architettura giapponese in legno, in particolare l'architettura religiosa, e l'arte dei giardini giapponesi, che ha influenzato il giardinaggio paesaggistico in tutto il mondo. |
|      | Villaggi storici di Shirakawa-go e Gokayama                                                                 | Nanto, Shirakawa | Culturale (734; iv, v)            | 1995 | Situati in una regione montagnosa per lungo tempo isolata dal resto del mondo, questi villaggi con le loro case in stile Gassho vivevano della coltivazione dei gelsi e dell'allevamento dei bachi da seta. Le grandi case con i loro tetti di paglia spioventi sono gli unici esempi del loro genere in Giappone. Nonostante gli sconvolgimenti economici, i villaggi di Ogimachi, Ainokura e Suganuma sono esempi eccezionali di uno stile di vita tradizionale perfettamente adattato all'ambiente e alle circostanze sociali ed economiche delle persone. |
|      | Memoriale della pace di Hiroshima (Genbaku Domu)                                                            | Hiroshima | Culturale (775; vi)               | 1996 | Il Memoriale della pace di Hiroshima (Genbaku Domu) è stata l'unica struttura rimasta in piedi nell'area in cui la prima bomba atomica è esplosa il 6 agosto 1945. Grazie agli sforzi di molte persone, comprese quelle della città di Hiroshima, è stata conservata nello stesso stato come subito dopo il bombardamento. Non solo è un simbolo forte e potente della forza più distruttiva mai creata dall'umanità; esprime anche la speranza per la pace mondiale e l'eliminazione definitiva di tutte le armi nucleari. |
|      | Santuario shintoista di Itsukushima                                                                         | Hatsukaichi | Culturale (776; i, ii, iv, vi)    | 1996 | L'isola di Itsukushima, nel mare interno di Seto, è stata un luogo sacro dello shintoismo fin dai tempi più antichi. I primi edifici del santuario qui furono probabilmente eretti nel VI secolo. L'attuale santuario risale al XII secolo e gli edifici armoniosamente disposti rivelano una grande abilità artistica e tecnica. Il santuario gioca sui contrasti di colore e forma tra montagne e mare e illustra il concetto giapponese di bellezza paesaggistica, che unisce natura e creatività umana. |
|      | Monumenti storici dell'antica Nara                                                                          | Nara | Culturale (870; ii, iii, iv, vi)  | 1998 | Nara fu capitale del Giappone dal 710 al 784. In questo periodo si consolidò il quadro del governo nazionale e Nara godette di grande prosperità, emergendo come la sorgente della cultura giapponese. I monumenti storici della città - templi buddisti, santuari shintoisti e i resti scavati del grande palazzo imperiale - forniscono un vivido quadro della vita nella capitale giapponese nell'VIII secolo, un periodo di profondi cambiamenti politici e culturali. |
|      | Santuari e templi di Nikkō                                                                                  | Nikkō | Culturale (913; i, iv, vi)        | 1999 | I santuari e i templi di Nikkō, insieme al loro ambiente naturale, sono da secoli un luogo sacro noto per i suoi capolavori architettonici e decorativi. Sono strettamente associati alla storia degli shogun Tokugawa. |
|      | Siti Gusuku e beni associati del Regno delle Ryūkyū                                                         | Prefettura di Okinawa | Culturale (972; ii, iii, vi)      | 2000 | Cinquecento anni di storia delle Ryūkyū (XII-XVII secolo) sono rappresentati da questo gruppo di siti e monumenti. I ruderi dei castelli, su imponenti siti sopraelevati, testimoniano la struttura sociale per gran parte di quel periodo, mentre i luoghi sacri forniscono muta testimonianza della rara sopravvivenza di un'antica forma di religione fino all'età moderna. Gli ampi contatti economici e culturali delle isole Ryūkyū in quel periodo diedero origine a una cultura unica. |
|      | Siti sacri e vie di pellegrinaggio nella catena montuosa di Kii                                             | Prefettura di Mie, Prefettura di Nara, Prefettura di Wakayama                                                              | Culturale (1142; ii, iii, iv, vi) | 2004 | Incastonati nelle fitte foreste dei Monti Kii affacciati sull'Oceano Pacifico, tre siti sacri – Yoshino e Ōmine, Kumano Sanzan, Kōyasan – collegati da vie di pellegrinaggio alle antiche capitali di Nara e Kyoto, riflettono la fusione dello shintoismo, radicato nel l'antica tradizione del culto della natura in Giappone e il buddismo, introdotto dalla Cina e dalla penisola coreana. I siti (506,4 ettari) e il loro paesaggio forestale circostante riflettono una tradizione persistente e straordinariamente ben documentata di montagne sacre da oltre 1200 anni. L'area, con la sua abbondanza di ruscelli, fiumi e cascate, fa ancora parte della cultura vivente del Giappone ed è molto visitata per scopi rituali ed escursioni, con un massimo di 15 milioni di visitatori all'anno. Ciascuno dei tre siti contiene santuari, alcuni dei quali sono stati fondati già nel IX secolo. |
|      | Shiretoko                                                                                                   | Sottoprefettura di Nemuro, Ufficio sottoprefettizio generale di Okhotsk                                                    | Naturale (1193; ix, x)            | 2005 | La penisola di Shiretoko si trova nel nord-est di Hokkaidō, l'isola più settentrionale del Giappone. Il sito comprende la terra dalla parte centrale della penisola fino alla sua punta (Capo Shiretoko) e l'area marina circostante. Fornisce un eccezionale esempio dell'interazione degli ecosistemi marini e terrestri, nonché della straordinaria produttività degli ecosistemi, ampiamente influenzata dalla formazione di ghiaccio marino stagionale alla latitudine più bassa dell'emisfero settentrionale. Ha una particolare importanza per un certo numero di specie marine e terrestri, alcune delle quali in via di estinzione ed endemiche, come la civetta pescatrice di Blackiston e la pianta Viola kitamiana. Il sito è di importanza mondiale per gli uccelli marini minacciati e gli uccelli migratori, un certo numero di specie di salmonidi e per i mammiferi marini tra cui il leone marino di Steller e alcune specie di cetacei. |
|      | Miniera d'argento Iwami Ginzan e suo paesaggio culturale                                                    | Ōda | Culturale (1246; ii, iii, v)      | 2007 | La miniera d'argento Iwami Ginzan nel sud-ovest dell'isola di Honshu si trova in un gruppo di montagne, alte fino a 600 m e intervallate da profonde valli fluviali con i resti archeologici di miniere su larga scala, siti di fusione e raffinazione e insediamenti minerari attivi tra il XVI secolo e il XX secolo. Il sito presenta anche percorsi utilizzati per trasportare il minerale d'argento verso la costa e le città portuali da cui è stato spedito in Corea e Cina. Le miniere hanno contribuito in modo sostanziale allo sviluppo economico complessivo del Giappone e del sud-est asiatico nei secoli XVI e XVII, spingendo la produzione di massa di argento e oro in Giappone. Nel sito sono incluse fortezze, santuari, parti delle vie di trasporto del Kaidō verso la costa e tre città portuali, Tomogaura, Okidomari e Yunotsu, da dove veniva spedito il minerale. |
|      | Hiraizumi - Templi, giardini e siti archeologici che rappresentano la terra pura buddista                   | Hiraizumi | Culturale (1277; ii, vi)          | 2011 | Hiraizumi - Templi, giardini e siti archeologici che rappresentano la terra pura buddista comprende cinque siti, tra cui il sacro monte Kinkeisan. Presenta vestigia di uffici governativi risalenti all'XI e al XII secolo, quando Hiraizumi era il centro amministrativo degli Ōshū Fujiwara e rivaleggiava con Kyoto. Il regno era basato sulla cosmologia del Buddhismo della Terra Pura, che si diffuse in Giappone nell'VIII secolo. Rappresentava la terra pura del Buddha a cui le persone aspirano dopo la morte, così come la pace della mente in questa vita. In combinazione con il culto della natura indigeno giapponese e lo shintoismo, il Buddismo della Terra Pura sviluppò un concetto di pianificazione e progettazione del giardino che era unico in Giappone. |
|      | Isole Ogasawara                                                                                             | Ogasawara | Naturale (1362; ix)               | 2011 | Il sito conta più di 30 isole raggruppate in tre gruppi e copre una superficie di 7 939 ettari. Le isole offrono una varietà di paesaggi e ospitano una ricca fauna, tra cui la volpe volante delle Bonin, un pipistrello in pericolo di estinzione e 195 specie di uccelli in via di estinzione. Quattrocentoquarantuno taxa di piante autoctone sono stati documentati sulle isole le cui acque ospitano numerose specie di pesci, cetacei e coralli. Gli ecosistemi delle isole Ogasawara riflettono una serie di processi evolutivi illustrati attraverso l'assemblaggio di specie vegetali provenienti sia dal sud-est che dal nord-ovest dell'Asia, insieme a molte specie endemiche. |
|      | Fujisan, luogo sacro e fonte d'ispirazione artistica                                                        | Prefettura di Shizuoka, Prefettura di Yamanashi                                                                            | Culturale (1418; iii, vi)         | 2013 | La bellezza del solitario, spesso innevato, stratovulcano, conosciuto in tutto il mondo come Monte Fuji, che si erge sopra i villaggi e il mare e i laghi alberati, è stato a lungo oggetto di pellegrinaggi e ha ispirato artisti e poeti. La proprietà inscritta è composta da 25 siti che riflettono l'essenza del paesaggio sacro e artistico del Fujisan. Nel XII secolo, Fujisan divenne il centro di formazione per il buddismo ascetico, che includeva elementi shintoisti. Ad altitudini superiori a 1500 metri sono stati tracciati percorsi di pellegrinaggio e santuari del cratere oltre a siti intorno alla base della montagna tra cui santuari Sengen-jinja, case di alloggio Oshi e caratteristiche vulcaniche naturali come alberi di lava, laghi, sorgenti e cascate, venerate come sacre. La sua rappresentazione nell'arte giapponese risale all'XI secolo, ma le xilografie di vedute del XIX secolo, comprese quelle provenienti da spiagge di sabbia con pinete, hanno reso Fujisan un'icona del Giappone riconosciuta a livello internazionale e hanno avuto un profondo impatto sullo sviluppo dell'arte occidentale. |
|      | Mulino da seta di Tomioka e siti correlati                                                                  | Tomioka | Culturale (1449; ii, iv)          | 2014 | Questa struttura è un complesso storico di sericoltura fondato tra la fine del XIX e l'inizio del XX secolo a nord-ovest di Tokyo. Si compone di quattro siti che corrispondono alle diverse fasi della produzione della seta grezza: un grande impianto di bobinatura della seta grezza i cui macchinari e competenze industriali sono stati importati dalla Francia; un allevamento sperimentale per la produzione di bozzoli; una scuola per la diffusione delle conoscenze sulla sericoltura; e una cella frigorifera per le uova dei bachi da seta. Il sito illustra il desiderio del Giappone di accedere rapidamente alle migliori tecniche di produzione di massa e divenne un elemento decisivo nel rinnovamento della sericoltura e dell'industria della seta giapponese nell'ultimo quarto del XIX secolo. Il mulino da seta di Tomioka e i suoi siti correlati sono diventati il centro di innovazione per la produzione di seta grezza e hanno segnato l'ingresso del Giappone nell'era moderna e industrializzata, rendendolo il principale esportatore mondiale di seta grezza, in particolare in Europa e negli Stati Uniti. |
|      | Siti della rivoluzione industriale Meiji in Giappone: ferro e acciaio, cantieri navali e miniere di carbone | Arao, Hagi, Izunokuni, Kagoshima, Kamaishi, Kitakyūshū, Nagasaki, Nakama, Ōmuta, Saga, Uki                                 | Culturale (1484; ii, iv)          | 2015 | Il sito comprende una serie di ventitré parti componenti, situate principalmente nel sud-ovest del Giappone. Testimonianza della rapida industrializzazione del paese dalla metà del XIX secolo all'inizio del XX secolo, attraverso lo sviluppo dell'industria siderurgica, della cantieristica navale e dell'estrazione del carbone. Il sito illustra il processo attraverso il quale il Giappone feudale ha cercato il trasferimento di tecnologia dall'Europa e dall'America dalla metà del XIX secolo e come questa tecnologia è stata adattata alle esigenze e alle tradizioni sociali del paese. Il sito testimonia quello che è considerato il primo trasferimento riuscito dell'industrializzazione occidentale in una nazione non occidentale. |
|      | L'opera architettonica di Le Corbusier, un contributo eccezionale al Movimento Moderno                      | Tokyo (altri 16 sono in Argentina, Belgio, Francia, Germania, India e Svizzera)                                            | Culturale (1321; i, ii, vi)       | 2016 | Scelti dall'opera di Le Corbusier, i 17 siti che compongono questa proprietà seriale transnazionale sono distribuiti in sette paesi e sono una testimonianza dell'invenzione di un nuovo linguaggio architettonico che ha rotto con il passato. Furono costruiti nell'arco di mezzo secolo, nel corso di quella che Le Corbusier definì "ricerca paziente" e riflettono le soluzioni che il Movimento Moderno ha cercato di applicare durante il XX secolo alle sfide di inventare nuove tecniche architettoniche per rispondere ai bisogni della società. Questi capolavori di genio creativo attestano anche l'internazionalizzazione della pratica architettonica in tutto il pianeta. Il sito giapponese della serie è il Museo nazionale d'arte occidentale a Tokyo. |
|      | Isola sacra di Okinoshima e siti associati della regione di Munakata                                        | Munakata | Culturale (1535; ii, iii)         | 2017 | Situata a 60 km al largo della costa occidentale dell'isola di Kyūshū, l'isola di Okinoshima è un eccezionale esempio della tradizione di culto di un'isola sacra. I siti archeologici che sono stati conservati sull'isola sono praticamente intatti e forniscono una registrazione cronologica di come i rituali eseguiti lì sono cambiati dal IV al IX secolo d.C. In questi rituali, gli oggetti votivi venivano depositati come offerte in diversi siti dell'isola. Molti di loro sono di pregevole fattura e sono stati portati dall'estero, a testimonianza di intensi scambi tra l'arcipelago giapponese, la penisola coreana e il continente asiatico. Integrata all'interno del Grande Santuario di Munakata, l'isola di Okinoshima è considerata sacra fino ad oggi. |
|      | Siti cristiani nascosti della regione di Nagasaki                                                           | Amakusa, Gotō, Hirado, Minamishimabara, Nagasaki, Ojika, Sasebo, Shinkamigotō                                              | Culturale (1495; iii)             | 2018 | Situata nella parte nord-occidentale dell'isola di Kyūshū, questo sito seriale è composto da dieci villaggi, resti del castello di Hara e una cattedrale, datati dal XVII al XIX secolo. Riflettono l'era del proibizionismo della fede cristiana, così come la rivitalizzazione delle comunità cristiane dopo la revoca ufficiale del divieto nel 1873. Questi siti testimoniano in modo unico una tradizione culturale nutrita da cristiani nascosti nella regione di Nagasaki che hanno trasmesso segretamente la loro fede durante il periodo del proibizionismo dal XVII al XIX secolo. |
|      | Gruppo di kofun di Mozu-Furuichi: tumuli funerari del Giappone antico                                       | Fujiidera, Habikino, Sakai                                                                                                 | Culturale (1593; iii, iv)         | 2019 | Situata su un altopiano sopra la pianura di Osaka, questa proprietà comprende 49 kofun ("vecchi tumuli" in giapponese). Queste tombe, destinate ai membri dell'élite, sono state selezionate tra un totale di 160 000 kofun in Giappone e costituiscono la rappresentazione materiale più ricca del periodo Kofun, dal III al VI secolo d.C. Dimostrano le differenze nelle classi sociali di quel periodo e mostrano l'evidenza di un sistema funerario altamente sofisticato. Tumuli funerari di dimensioni significative, i kofun prendono le forme geometricamente elaborate di buco della serratura, capesante, quadrato o cerchio. Erano decorati con pietre per lastricati e figure di argilla. I kofun dimostrano eccezionali risultati tecnici delle costruzioni in terra battuta. |
|      | Isola di Amami Ōshima, Isola di Tokunoshima, parte settentrionale dell'Isola di Okinawa e Isola di Iriomote | Distretto di Kunigami, Distretto di Yaeyama, Sottoprefettura di Ōshima                                                     | Naturale (1574; x)                | 2021 | Comprendendo 42 698 ettari di foreste pluviali subtropicali su quattro isole su una catena situata nel sud-ovest del Giappone, il sito seriale forma un arco al confine tra il Mar Cinese Orientale e il Mar delle Filippine il cui punto più alto, il Monte Yuwandake sull'isola di Amami-Ōshima, sorge a 694 metri sul livello del mare. Interamente disabitato dall'uomo, il sito ha un alto valore di biodiversità con un'altissima percentuale di specie endemiche: mammiferi, uccelli, rettili, anfibi, pesci delle acque interne e crostacei decapodi, tra cui, ad esempio, il coniglio di Amami (Pentalagus furnessi) e il ratto a pelo lungo delle Ryukyu (Diplothrix legato) in via di estinzione. Cinque specie di mammiferi, tre specie di uccelli e tre specie di anfibi nella proprietà sono state identificate globalmente come specie evolutivamente distinte e in pericolo di estinzione (EDGE). |
|      | Siti preistorici Jōmon nel Giappone settentrionale                                                          | Aomori, Chitose, Date, Hachinohe, Hakodate, Hirosaki, Ichinohe, Kazuno, Kitaakita, Shichinohe, Sotogahama, Tōyako, Tsugaru | Culturale (1632; iii, v)          | 2021 | Il patrimonio seriale è composto da 17 siti archeologici nella parte meridionale dell'isola di Hokkaidō e nel nord di Tohoku in contesti geografici che vanno da montagne e colline a pianure, da baie interne a laghi e fiumi. Portano una testimonianza unica dello sviluppo nel corso di circa 10 000 anni della cultura pre-agricola ma sedentaria Jōmon e del suo complesso sistema di credenze spirituali e rituali. Attesta l'emergere, lo sviluppo, la maturità e l'adattabilità ai cambiamenti ambientali di una società sedentaria di cacciatori-pescatori-raccoglitori che si sviluppò a partire dal 13 000 a.C. circa. A espressioni della spiritualità Jōmon è stata data forma tangibile in oggetti come vasi laccati, tavolette di argilla con l'impressione di piedi, le famose statuine dogū con occhi stralunati, così come in luoghi rituali tra cui terrapieni e grandi cerchi di pietre che raggiungono un diametro di oltre 50 metri. Il sito seriale testimonia lo sviluppo raro e molto precoce della sedentarietà pre-agricola dall'emergenza alla maturità. |
|      | Miniere d'oro dell'isola di Sado                                                                            | Sado | Culturale (1698; iv)              | 2024 | Le miniere d'oro dell'isola di Sado sono un sito seriale situata sull'isola a circa trentacinque chilometri a ovest della costa della prefettura di Niigata. È formato da diversi componenti che illustrano vari metodi di estrazione non meccanizzata. L'isola di Sado è di origine vulcanica e presenta due catene montuose parallele che si estendono da sud-ovest a nord-est e separate da una pianura alluvionale, la pianura di Kuninaka. I depositi di oro e argento si sono formati dalla risalita dell'acqua idrotermale verso la superficie terrestre e dalla formazione di vene nella roccia; l'attività tettonica ha dapprima sommerso i depositi superficiali fino al fondale marino, che successivamente è stato rialzato dai movimenti tettonici. I depositi di placer sono stati sfruttati nell'area di Nishimikawa, situata sul versante nord-occidentale dei Monti Kosado. Inoltre l'erosione della roccia vulcanica ha esposto vene minerarie, che venivano estratte sottoterra nell'area di Aikawa-Tsurushi, all'estremità meridionale della catena dei monti Osado. Attributi per lo più tangibili che riflettono le attività minerarie e l'organizzazione sociale e lavorativa sono preservati come elementi archeologici, sia sopra che sotto terra, e caratteristiche del paesaggio. |

## Siti candidati
| Foto | Sito                                                                                                   | Luogo            | Tipo                                 | Anno       | Descrizione |
| ---- | --- | ---------------- | ------------------------------------ | ---------- | --- |
|      | Templi, santuari e altre strutture dell'antica Kamakura                                                | Kamakura         | Culturale (370; i, ii, iii, iv, vi)  | 01/10/1992 | Kamakura fu costruita dai samurai (classe dei guerrieri) per essere la sede del loro potere politico. Oggi si possono vedere a Kamakura il Tsurugaoka Hachiman-gu, che era al centro della pianta della città, e Wakamiya Ōji, un grande viale che si estende dalla parte anteriore del santuario verso il mare. Ci sono un certo numero di templi e complessi sacri come Kenchō-ji, Enkaku-ji, Wakamiya Ōji e Yōfuku-ji, costruiti sulle colline circostanti, nonché siti di case appartenenti ai samurai al potere in quel momento. Anche nelle colline circostanti ci sono ripidi sentieri, conosciuti come Kamakura Nana-kuchi, che servivano da vie per l'esterno. Lungo il fronte dell'oceano c'è Wakae-jima, un sito portuale.                                                                                     |
|      | Castello di Hikone                                                                                     | Hikone           | Culturale (374; i, ii, iii, iv)      | 01/10/1992 | L'architettura del castello giapponese si è sviluppata a metà del XVI secolo. Hikone-jō appartiene all'età d'oro dell'architettura dei castelli dell'inizio del XVII secolo. Ha conservato bene l'intera forma del castello, comprese le sue parti difensive e la residenza del signore. Hikone-jō consiste in un blocco interno con una motta al centro di fronte al lago Biwa e circondato da un fossato e un blocco esterno che circonda questo blocco interno. |
|      | Asuka-Fujiwara: siti archeologici delle antiche capitali del Giappone e relative pertinenze            | Asuka, Kashihara | Culturale (5097; ii, iii, iv, v, vi) | 30/01/2007 | Il sito è composto da un gruppo di siti archeologici di antiche capitali nella regione di Asuka, dove si trovava la capitale imperiale dal momento dell'intronizzazione dell'imperatrice Suiko nel 592 d.C. fino al suo trasferimento a Heijō-kyō (Nara) nel 710, così come le aree scenografiche e il paesaggio culturale circostanti, profondamente legati a questi siti archeologici di antiche capitali. |
|      | Hiraizumi - Templi, giardini e siti archeologici che rappresentano la terra pura buddista (estensione) | Hiraizumi, Ōshū  | Culturale (5760; ii, iii, vi)        | 25/09/2012 | Hiraizumi può essere suddiviso in un'area centrale di circa 190 ettari e un'area circostante di circa 370 ettari, ciascuna delle quali comprende più parti componenti. L'area centrale è già iscritta nella Lista del Patrimonio Mondiale. Nei dintorni, oltre ai siti di templi fondati sul pensiero buddista preesistente che hanno costituito la base per il pensiero della Terra Pura, ci sono anche siti archeologici come il maniero che ha formato la base del benessere di Hiraizumi come la Terra Pura, i laboratori che sono stati attivati con quella ricchezza, e altri siti. Sia nella zona centrale che in quella circostante le strutture religiose erano disposte volutamente, a dimostrazione di una collocazione e di una costruzione unitaria destinate a rappresentare la Terra Pura nel suo insieme. |